# صموئيل غارسيا
صموئيل غارسيا (بالإسبانية: Samuel García Sánchez)‏ (13 يوليو 1990 مالقة إسبانيا - ) هو لاعب كرة قدم إسباني يلعب كمهاجم.

## روابط خارجية
- صموئيل غارسيا على موقع قاعدة بيانات كرة القدم.إي يو (الإنجليزية)
- صموئيل غارسيا على موقع Soccerbase.com (لاعب) (الإنجليزية)
- صموئيل غارسيا على موقع Soccerway.com (الإنجليزية)
- صموئيل غارسيا على موقع AS.com (الإسبانية)